# Marathon de Nantes
Le Marathon de Nantes, officiellement nommé Abalone Marathon de Nantes pour des raisons de parrainage, est une course sur route de 42,195 km se déroulant tous les ans fin avril dans les rues de Nantes. Elle s'accompagne le même week-end d'un semi-marathon et d'un 10 kilomètres notamment. De 2003 à 2007, il se nomme Marathon du Val nantais.
Crée en 1981, il est le quatrième marathon le plus ancien de France. Co-organisé par l'association Courir à Nantes et la société OC Sport Outdoor, il se classe 5e marathon français sur divers critères en 2024.

## Histoire
Le Marathon de Nantes est créé en 1981, à l'initiative de la section d'athlétisme du Nantes Etudiants Club, et rassemble 104 participants lors de sa première édition. Interdite de séjour dans le centre ville de Nantes, l'épreuve devient en 2003 le marathon du Val nantais et se rapatrie sur les communes des bords de Loire.
Organisé par l'association Nantes Atlantique Marathon, le marathon du Val nantais est repris en 2007 par FCNA Événements, filiale du FC Nantes. En 2008, le marathon reprend son nom originel et revient dans Nantes intra-muros. L'association Courir à Nantes est formée avec Michel Jallot à sa tête et regroupe tous les organisateurs du marathon à savoir le Loire Atlantique Marathon et le Métallo Sport Chantenay. Le marathon prend alors une autre dimension avec 4 000 participants en 2011 sur le marathon, le 10 km les Foulées de l'Éléphant, les relais entreprises et le semi Handisports. En 2016, l'organisation du marathon passe de FC Nantes Événements à la société Sport Ouest Organisation mais avec toujours Julien Gaborieau aux commandes et toujours en collaboration avec l'association Courir à Nantes.
En avril 2022, le marathon de Nantes fait son retour après deux ans d'interruption raison de la pandémie de Covid-19. 14 000 participants sont attendus pour les trois courses : 4 000 au marathon, 5 000 au semi-marathon et 5 000 aux Foulées de l'éléphant. La même année, l'entreprise Sport Ouest Organisation, organisateur du Marathon de Nantes, est racheté par OC Sport, filiale du Groupe Télégramme. En 2023, le marathon de Nantes bat son record de participants datant de l'édition 2019 avec 17 240 athlètes contre 17 050 quatre ans plus tôt. Le record d'arrivants est également battu avec 13 761 contre 13 508 en 2019. 18 700 coureurs sont inscrits à l'édition 2024. Le budget de l'événement oscille entre 850 000 et 880 000 €, avec entre 25 et 30 % de partenariat privé, de 6 à 7 % d'aides publiques et de 65 à 70 % issus des inscriptions.

## Épreuves
Le Marathon de Nantes comprend 4 courses :
- un marathon,
- un semi-marathon depuis 2016,
- un 10 kilomètres nommé les Foulées de l'éléphant depuis 2011,
- un relais marathon entreprises

## Éditions

### 2009
L'édition 2009 se tient le dimanche 19 avril 2009, le départ est fixé au pied des Machines de l'Île. La course est tracée en grande partie dans le centre urbain de Nantes : château des ducs de Bretagne, cathédrale Saint-Pierre-et-Saint-Paul de Nantes, cours des 50-Otages, place Royale avant de refouler l'allée devant le village Marathon. Les concurrents ont ensuite traversé le village de Trentemoult. Le retour est effectué par les nouveaux quartiers de Malakoff et par les quais longeant de l'île de Versailles avant de retraverser le centre-ville.

### 2010
L'édition 2010 se déroule le dimanche 2 mai 2010, regroupant 2 000 coureurs. Le départ s'est effectué, à l'instar de l'édition précédente, au pied des Machines de l'Île. Les coureurs ont ensuite emprunté la première boucle traversant le centre ville et ont pu admirer les monuments nantais. Au 10e kilomètre, les athlètes s'engageaient sur les bords de la Loire et franchissaient le pont de Bellevue. La course se ponctue par la traversée de Sainte-Luce-sur-Loire puis un retour vers le centre ville.
Chez les hommes, Fabrice Hervé (RC Nantes) remporte la course en 2 h 37 min 24 s juste devant Eric Demeulemester (JA Melesse) en 2 h 37 min 25 s. La course fut marquée par le geste de très grande classe d'Eric Demeulemester envers son concurrent nantais. Arrivant main dans la main, le Rennais se laissera volontairement décrocher à quelques mètres de l'arrivée lançant à son acolyte la phrase désormais mythique: « Vas y, tu es nantais, tu es chez toi ». Un geste fair-play qui restera gravé dans l'histoire du marathon nantais.
Chez les femmes, c'est Karine Sommier qui l'emporte en 3 h 1 min 59 s.

### 2011
En 2011, le marathon de Nantes retrouve sa date habituelle, mi-avril. Il s'est élancé dimanche 17 avril sur l'île de Nantes aux côtés de l'éléphant géant. Le parcours au cœur de la ville, très apprécié par les coureurs en 2009 et 2010, reste inchangé.

### 2019
Cette édition est une réussite populaire avec pas moins de 17 000 coureurs inscrits pour prendre le départ de l'une des 4 épreuves les 27 et 28 avril 2019. Pour la première fois depuis la création de l'événement, toutes les courses sont complètes.
Les départs de toutes les épreuves sont donnés sous les Nefs des Machines de l'Île, puis les coureurs s'élancent sur un parcours urbain en cœur de ville. Ils passent par les Places Graslin et Royale, le parc de Procé, le jardin des Plantes, les bords de l'Erdre et l'Île de Versailles, la Cathédrale.
L'Éthiopien Getinet Gedamu Mele remporte cette édition en 2 h 24 min 5 s. Du côté féminin, c'est la Kényane Dorine Murkomen qui s'impose en 2 h 37 min 50 s.

## Palmarès
| Date                            | Vainqueur (Homme)        | Pays        | Temps           | Vainqueur (Femme)    | Pays     | Temps           | Arrivants |
| ------------------------------- | ------------------------ | ----------- | --------------- | -------------------- | -------- | --------------- | --------- |
| 2024                            | Julien Fournier          | France      | 2 h 19 min 20 s | Nathalie Vasseur     | France   | 2 h 46 min 51 s | 3 474     |
| 2023                            | Musa Babo                | Éthiopie    | 2 h 17 min 53 s | Hellen Jepkurgat     | Kenya    | 2 h 40 min 34 s | 2 848     |
| 2022                            | Kevin Kipkemoi Limoh     | Kenya       | 2 h 18 min 19 s | Asmid Fatiha         | Maroc    | 2 h 32 min 49 s | 2 918     |
| Pas de marathon en 2020 et 2021 |                          |             |                 |                      |          |                 |           |
| 2019                            | Getinet Gedamu Mele      | Éthiopie    | 2 h 24 min 5 s  | Dorine Murkomen      | Kenya    | 2 h 37 min 50 s | 3 242     |
| 2018                            | Wilson Kebenei (en)      | Kenya       | 2 h 25 min 10 s | Emeline Siard        | France   | 2 h 51 min 39 s | 2 968     |
| 2017                            | Félix Kirui              | Kenya       | 2 h 16 min 6 s  | Jane Chelagat        | Kenya    | 2 h 44 min 3 s  | 2 809     |
| 2016                            | Khalil Lemciyeh          | Maroc       | 2 h 16 min 42 s | Corinne Herbreteau   | France   | 2 h 39 min 29 s | 3 135     |
| 2015                            | Agnesius Maiyo           | Kenya       | 2 h 21 min 58 s | Emily Jepkoech       | Kenya    | 2 h 51 min 7 s  | 3 010     |
| 2014                            | Larbi Es Sraidi          | France      | 2 h 16 min 10 s | Tizita Terecha       | Éthiopie | 2 h 34 min 36 s | 3 199     |
| 2013                            | Wendimu Adamu            | Éthiopie    | 2 h 20 min 30 s | Jemila Shure Wortesa | Éthiopie | 2 h 36 min 46 s | 2 887     |
| 2012                            | Ashenatif Ketema Birhana | Éthiopie    | 2 h 16 min 59 s | Zerfe Worku Boku     | Éthiopie | 2 h 48 min 24 s | 2 533     |
| 2011                            | Tarik Bouzid             | France      | 2 h 19 min 56 s | Sylvie Hascoet       | France   | 3 h 2 min 44 s  | 2 612     |
| 2010                            | Fabrice Hervé            | France      | 2 h 37 min 24 s | Karine Sommier       | France   | 3 h 1 min 59 s  | 1 707     |
| 2009                            | Bertrand Euzen           | France      | 2 h 28 min 47 s | Rosine Guibouin      | France   | 3 h 4 min 6 s   | 1 756     |
| 2008                            | Dominique Bordet         | France      | 2 h 29 min 46 s | Céline Cormerais     | France   | 2 h 42 min 54 s | 1 339     |
| 2007                            | David Pasquio            | France      | 2 h 29 min 20 s | Annie Paringaux      | France   | 3 h 17 min 41 s | 989       |
| 2006                            | Laurent Blouet           | France      | 2 h 32 min 50 s | Gwenaelle Chardon    | France   | 2 h 57 min 50 s | 917       |
| 2005                            | Johannick Pajot          | France      | 2 h 30 min 32 s | Mariannick Hulain    | France   | 3 h 5 min 26 s  | 998       |
| 2004                            | Sylvain Durand           | France      | 2 h 28 min 48 s | Nicole Volard        | France   | 2 h 57 min 14 s | 799       |
| 2003                            | Yves Guéras              | France      | 2 h 25 min 46 s | Valerie Gouedo       | France   | 3 h 2 min 1 s   | 678       |
| 2002                            | Pascal Piveteau          | France      | 2 h 30 min 52 s | Yolande Roches       | France   | 3 h 14 min 1 s  | 643       |
| 2001                            | Sergey Kaledine          | Russie      | 2 h 20 min 30 s | Marina Pilavina      | Russie   | 2 h 46 min 10 s | 707       |
| 2000                            | Pascal Fétizon           | France      | 2 h 15 min 44 s | Valentine Lunyegova  | Russie   | 2 h 41 min 4 s  |           |
| 1999                            | Vitaliy Meltsaev         | France      | 2 h 16 min 40 s | Kore Alemu           | Éthiopie | 2 h 37 min 54 s |           |
| 1998                            | Abraham Limo             | Kenya       | 2 h 17 min 12 s | Maria Feedoseva      | Russie   | 2 h 40 min 40 s |           |
| 1997                            | Vitaliy Meltsaev         | Moldavie    | 2 h 17 min 29 s | Valentina Enaki      | Moldavie | 2 h 42 min 31 s |           |
| 1996                            | Andrey Tarasov           | Russie      | 2 h 17 min 25 s | Lyudmila Korchagina  | France   | 2 h 41 min 4 s  |           |
| 1995                            | Patrick Duton            | France      | 2 h 18 min 43 s | Lyudmila Korchagina  | France   | 2 h 44 min 1 s  |           |
| 1994                            | El Hadi Moumou           | France      | 2 h 19 min 57 s | Yvette Dupuy         | France   | 2 h 48 min 50 s |           |
| 1993                            | Yuri Mikhailov           | Russie      | 2 h 17 min 43 s | Nicole Volard        | France   | 2 h 47 min 34 s |           |
| 1992                            | Valentin Starikov        | Russie      | 2 h 20 min 49 s | Natalia Charanova    | Russie   | 2 h 49 min 55 s |           |
| 1991                            | Mikhail Ivanov           | Russie      | 2 h 20 min 9 s  | Marcelle Theard      | France   | 2 h 49 min 3 s  |           |
| 1990                            | Gerard Helme             | Angleterre  | 2 h 19 min 51 s | Marcelle Theard      | France   | 2 h 47 min 5 s  |           |
| 1989                            | Vicente Foncesa          | Portugal    | 2 h 20 min 20 s | Ilona Zsilak         | Hongrie  | 2 h 49 min 23 s |           |
| 1988                            | Jean-Paul Helene         | France      | 2 h 19 min 55 s | Amabile Salarino     | France   | 3 h 6 min 15 s  |           |
| 1987                            | Stecko Koncina           | Yougoslavie | 2 h 23 min 13 s | Amabile Salarino     | Italie   | 3 h 5 min 22 s  |           |
| 1986                            | Bernard Durand           | France      | 2 h 18 min 51 s | Denise Seigneuri     | France   | 3 h 4 min 5 s   |           |
| 1985                            | Jean-Paul Helene         | France      | 2 h 19 min 27 s | Eliane Chuinard      | France   | 3 h 43 min 38 s |           |
| 1984                            | Jean-Louis Petit         | France      | 2 h 20 min 45 s | Muriel Raulin        | France   | 3 h 55 min 22 s |           |
| 1983                            | Jacques Fournier         | France      | 2 h 34 min 5 s  | Chantal LeGoff       | France   | 2 h 57 min 30 s |           |
| 1982                            | Jacques Fournier         | France      | 2 h 30 min 40 s | Chantal LeGoff       | France   | 3 h 28 min 59 s |           |
| 1981                            | Gilles Radenac           | France      | 2 h 29 min 31 s | Christine Ferrand    | France   | 2 h 38 min 12 s |           |